# Thesium pyrenaicum subsp. pyrenaicum
Thesium pyrenaicum subsp. pyrenaicum é uma subespécie de planta com flor pertencente à família Santalaceae. 
A autoridade científica da subespécie é Pourr., tendo sido publicada em Hist. & Mém. Acad. Roy. Sci. Toulouse 3: 331 (1788).

## Portugal
Trata-se de uma subespécie presente no território português, nomeadamente em Portugal Continental.
Em termos de naturalidade é nativa da região atrás indicada.

## Protecção
Não se encontra protegida por legislação portuguesa ou da Comunidade Europeia.